# افسر سیستم‌های جنگ‌افزاری

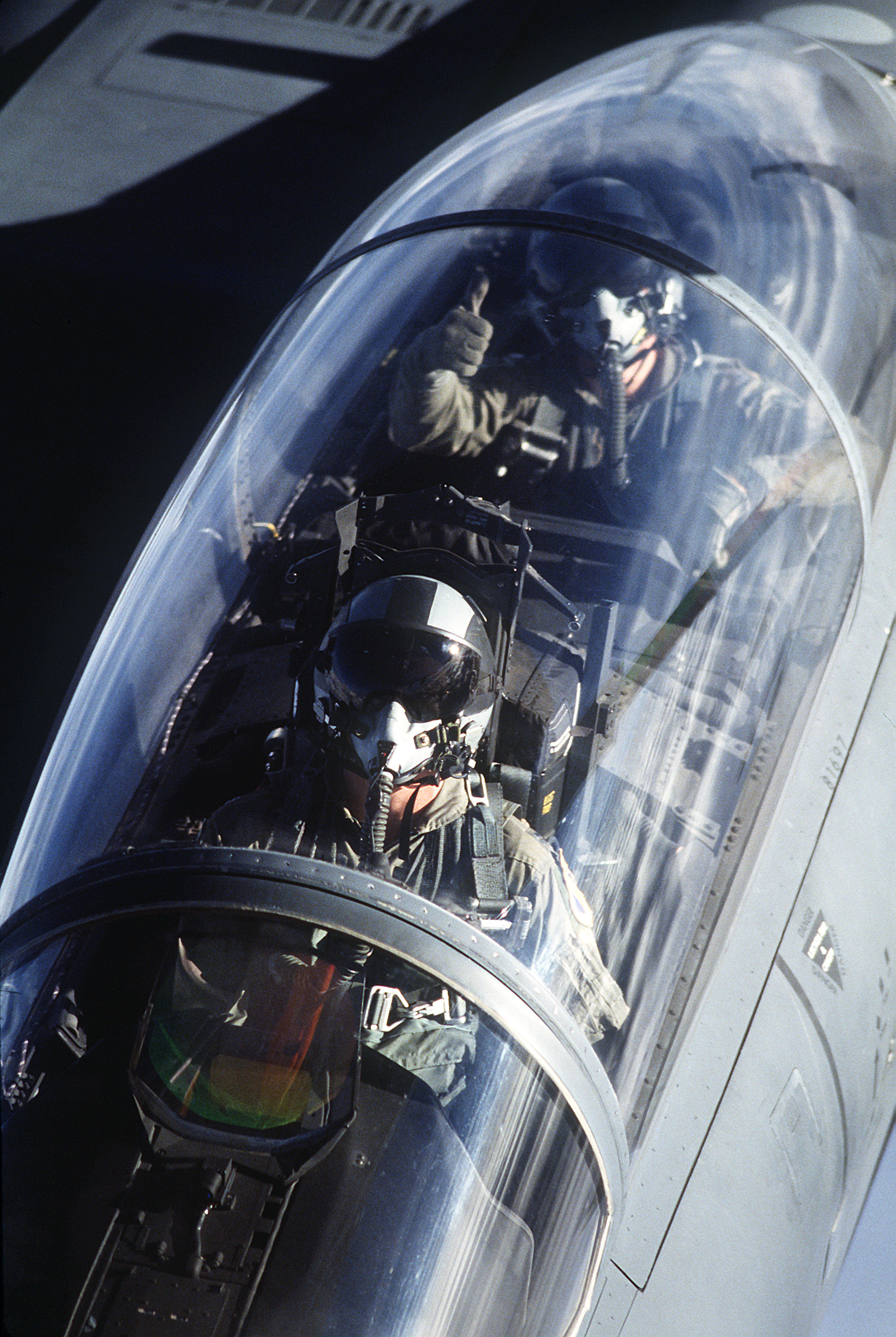
کابین خلبان اف-۱۵ای از زاویه دید تانکر

افسر سیستم‌های جنگ‌افزاری (انگلیسی: Weapon systems officer، WSO با تلفظ ویزو) یک افسر پرواز است که به طور مستقیم در تمام عملیات‌های هوایی و سیستم‌های جنگ‌افزاری یک هواپیمای نظامی درگیر و دخیل است.
از دید تاریخی، وظایف تیم پرواز در هواپیمای نظامی بسیار تخصصی و سخت بود، چون کنترل‌های مرتبط، ابزارها و نمایشگرها، و/یا جنگ‌افزارها در جلوی صندلی‌ها، پنل‌ها یا موقعیت‌های مشخصی متمرکز شده بودند. این شامل انواع جنگنده‌ها یا هواپیماهای تهاجمی یا ضربتی دو سرنشینه (شامل انواع مربوط به اواخر قرن بیستم همچون اف-۴ فانتوم ۲, ای-۶ اینترودر، اف-۱۱۱, پاناویا ترنادو، سوخو سو-۱۷، ۲۰ یا ۲۲ و سو-۳۰) می‌شد. گرچه هواپیماهای طراحی شده جدیدتر با دو سرنشین همچون اف-۱۴ تام‌کت، اف-۱۵ای سترایک ایگل و اف/ای-۱۸ سوپر هورنت اغلب مجهز به نمایشگرهای چندمنظوره قابل برنامه‌ریزی هستند که اجازه می‌دهد تا در ایفای نقش و عملکرد انعطاف‌پذیرتر از نسل‌های قبلی باشند: چندین سرنشین می‌توانند مسئول اکتشاف، هدفگیری و درگیری هوا-به-هوا یا به اهداف زمینی، ارتباطات، پیوندهای داده‌ای (دیتالینکس) یا سیستم‌های دفاعی باشند. نقش‌ها می‌توانند بر اساس تجربه و تمرین، مهارت، حجم کار، تاکتیک‌ها و جنگ‌افزارهای به کار برده شده تنظیم و سفارشی شوند. خلبانان معمولاً مسئولیت پرواز هواپیما در شرایط تاکتیکی را انتخاب می‌کنند. اگر چه، هواپیماهای بمب‌افکن به طور کلی نقش‌ها و عملکردهای سختگیرانه‌تر و با قاعده‌تری را دارند.